# Pelidnota hirsutiphallica
Pelidnota hirsutiphallica är en skalbaggsart som beskrevs av Brett C.Ratcliffe och Jameson 1989. Pelidnota hirsutiphallica ingår i släktet Pelidnota och familjen Rutelidae. Inga underarter finns listade i Catalogue of Life.